# Köfering
Köfering är en kommun och ort i Landkreis Regensburg i Regierungsbezirk Oberpfalz i förbundslandet Bayern i Tyskland.